# Гордон, Дадли, 3-й маркиз Абердин и Темер
Подполковник Дадли Гладстон Гордон, 3-й маркиз Абердин и Темер (англ. Dudley Gordon, 3rd Marquess of Aberdeen and Temair; 6 мая 1883 — 16 апреля 1972) — британский пэр, военный и промышленник, он был известен как лорд Дадли Гордон с 1916 по 1965 год.

## Титулатура
- 3-й маркиз Абердин и Темер, графства Абердин, Мит и Аргайл (с 6 января 1965)
- 3-й граф Хаддо, Абердиншир (с 6 января 1965)
- 9-й лорд Хаддо, Метлик, Тарвс и Келли (с 6 января 1965)
- 6-й виконт Гордон из Абердина, Абердиншир (с 6 января 1965)
- 11-й баронет Гордон из Хаддо, Абердиншир (с 6 января 1965)
- 9-й виконт Формартин (с 6 января 1965).

## Ранняя жизнь и семья
Родился 6 мая 1883 года на 37 Гросвенор-сквер в Лондоне. Второй сын Джона Гамильтона-Гордона, 1-го маркиза Абердина и Темаера (1847—1934), и его жены Ишбель (1857—1939), дочери Дадли Марджорибанкса, 1-го барона Твидмута. Он учился в школе Харроу и был удостоен почетной степени доктора права Абердинского университета.

## Военная служба
В 1914 году он был произведен в младшие лейтенанты 8-го батальона Гордонских горцев. Вскоре после этого он был переведен в 9-й батальон в качестве временного капитана, а позже получил звание временного майора. В 1917 году он получил Орден «За выдающиеся заслуги» за храбрость в руководстве строительством двух артиллерийских трасс под огнем противника. Позже он получил звание подполковника и служил командиром 8/10 батальона с 1917 по 1919 год.

## Карьера
Лорд Дадли Гордон работал в J. and E. Hall Ltd (инжиниринговая компания, базирующаяся в Дартфорде, графство Кент) с 1907 года и стал директором в 1910 году.
Абердин был президентом Британской ассоциации холодильного оборудования с 1926 по 1929 год, президентом Британской ассоциации инженеров с 1936 по 1939 год и президентом Федерации британской промышленности с 1940 по 1943 год, а также занимал пост президента Института инженеров-механиков.
Маркиз Абердин был членом-основателем и президентом (в 1921—1931 годах) футбольного клуба регби Грейвсенда, первоначально известного как Darenth RFC.

## Семья
Лорд Абердин и Темер был дважды женат. 25 апреля 1907 года он женился первым браком на Сесиль Элизабет Драммонд (7 августа 1878 — 17 сентября 1948), дочери Джорджа Джеймса Драммонда (1835—1917) и Элизабет Сесиль София Норман (? — 1921). У супругов было пятеро детей:
- Дэвид Джордж Иэн Александр Гордон, 4-й маркиз Абердин и Темер (21 января 1908 — 13 сентября 1974), старший сын и преемник отца
- Леди Джессамин Сесиль Марджори Гордон (14 августа 1910 — 14 декабря 1994), в 1937 году вышла замуж за Стэнли Джорджа Майкла Хармсворта (1916—1981) и родила шесть детей.
- Арчибальд Виктор Дадли Гордон, 5-й маркиз Абердин и Темер (9 июля 1913 — 7 сентября 1984), холост и бездетен.
- Капитан Майкл Джеймс Эндрю Гордон (22 мая 1918 — 8 октября 1943)
- Аластер Ниниан Джон Гордон, 6-й маркиз Абердин и Темер (20 июля 1920 — 19 августа 2002), женат, трое детей.

17 июня 1949 года он женился вторым браком на Маргарет Глэдис Манн (? — 22 ноября 1990), дочери подполковника Реджинальда Джорджа Манна. Второй брак был бездетным.